# OR2K2
OR2K2 (англ. Olfactory receptor family 2 subfamily K member 2) – білок, який кодується однойменним геном, розташованим у людей на короткому плечі 9-ї хромосоми. Довжина поліпептидного ланцюга білка становить 345 амінокислот, а молекулярна маса — 38 473.
| 10         |  | 20         |  | 30         |  | 40         |  | 50         |
| ---------- |  | ---------- |  | ---------- |  | ---------- |  | ---------- |
| MNITLYSFLY |  | VLRLNEGNST |  | GRNIDERKKM |  | QGENFTIWSI |  | FFLEGFSQYP |
| GLEVVLFVFS |  | LVMYLTTLLG |  | NSTLILITIL |  | DSRLKTPMYL |  | FLGNLSFMDI |
| CYTSASVPTL |  | LVNLLSSQKT |  | IIFSGCAVQM |  | YLSLAMGSTE |  | CVLLAVMAYD |
| RYVAICNPLR |  | YSIIMNRCVC |  | ARMATVSWVT |  | GCLTALLETS |  | FALQIPLCGN |
| LIDHFTCEIL |  | AVLKLACTSS |  | LLMNTIMLVV |  | SILLLPIPML |  | LVCISYIFIL |
| STILRITSAE |  | GRNKAFSTCG |  | AHLTVVILYY |  | GAALSMYLKP |  | SSSNAQKIDK |
| IISLLYGVLT |  | PMLNPIIYSL |  | RNKEVKDAMK |  | KLLGKITLHQ |  | THEHL      |

A: Аланін

C: Цистеїн

D: Аспарагінова кислота

E: Глутамінова кислота

F: Фенілаланін

G: Гліцин

H: Гістидин

I: Ізолейцин

K: Лізин

L: Лейцин

M: Метіонін

N: Аспарагін

P: Пролін

Q: Глутамін

R: Аргінін

S: Серин

T: Треонін

V: Валін

W: Триптофан

Кодований геном білок за функціями належить до рецепторів, g-білокспряжених рецепторів, білків внутрішньоклітинного сигналінгу. 
Локалізований у клітинній мембрані.